# 1671
Năm 1671 (Số La Mã:MDCLXXI) là một năm thường bắt đầu vào thứ năm (liên kết sẽ hiển thị đầy đủ lịch) trong lịch Gregory (hoặc một năm thường bắt đầu vào Chủ Nhật của lịch Julius chậm hơn 10 ngày). Năm 1671 thuộc thế kỷ 17 ( La mã: XVII )